# 宇都宮登
宇都宮 登（うつのみや のぼる、1898年（明治31年）2月 - 1980年（昭和55年）9月29日）は、日本の実業家。政治家。参議院議員（1期、緑風会）

## 経歴
本籍広島県。明道中学校修了。片倉生命保険（のち日新生命保険→日産生命保険）に入り、松江支社長となる。その後、交易営団松江駐在員、俵松林材工業(株)、山陰酸素工業(株)各取締役、島根竹材貿易(株)、出雲造船(株)、広島水産(株)、みずほ文化(株)各社長、島根県木材組合連合会会長、全国木材連合会理事などを務める。
戦後、1947年4月、第1回参議院議員通常選挙に島根県地方区から無所属で立候補して当選し（任期3年）、参議院議員を1期務めた。1950年6月、第2回通常選挙で落選する。
1978年11月の秋の叙勲で勲四等に叙され、旭日小綬章を受章する。
1980年（昭和55年）9月29日、死去した。82歳没。同年10月17日、特旨を以て位記を追賜され、死没日付をもって従五位に叙された。